# Sōheki Mon In no Shōshō
Sōheki Mon In no Shōshō (藻壁門院少将?) fue una poetisa y cortesana japonesa que vivió durante la era Kamakura, en la primera mitad del siglo XIII. Su padre fue el poeta y pintor Fujiwara no Nobuzane y fue hermana mayor de Ben no Naishi y de Go-Fukakusa In no Shōshōnaishi. También fue conocida como Chūgū no Shōshō (中宮少将?). Está considerada como una de las treinta y seis mujeres inmortales de la poesía y también está incluida en la lista de los treinta y seis nuevos inmortales de la poesía.
Fue sirvienta de la Emperatriz (Chūgū) Kujō Sonshi de Sōheki Mon In, esposa del Emperador Go-Horikawa. Posteriormente se convierte en una monja budista.
Tanto ella como Ben no Naishi y Go-Fukakusa In no Shōshōnaishi fueron populares por su experiencia en la poesía tanka. Entre 1232 y 1243 participó en diversos concursos de waka. 63 de sus poemas fueron incluidos en la antología imperial Shin Chokusen Wakashū.